# 대한민국 헌법 제27조
대한민국 헌법 제27조는 재판을 받을 권리와 무죄 추정의 원칙 등을 규정한 대한민국 헌법의 조항이다. 5항으로 구성되어 있다.

## 본문
① 모든 국민은 헌법과 법률이 정한 법관에 의하여 법률에 의한 재판을 받을 권리를 가진다.

② 군인 또는 군무원이 아닌 국민은 대한민국의 영역안에서는 중대한 군사상 기밀·초병·초소·유독음식물공급·포로·군용물에 관한 죄중 법률이 정한 경우와 비상계엄이 선포된 경우를 제외하고는 군사법원의 재판을 받지 아니한다.

③ 모든 국민은 신속한 재판을 받을 권리를 가진다. 형사피고인은 상당한 이유가 없는 한 지체없이 공개재판을 받을 권리를 가진다.

④ 형사피고인은 유죄의 판결이 확정될 때까지는 무죄로 추정된다.

⑤ 형사피해자는 법률이 정하는 바에 의하여 당해 사건의 재판절차에서 진술할 수 있다.

## 내용
- 재판을 받을 권리
- 군사재판과 민사재판의 분리
- 신속한 재판을 받을 권리
- 형사 피고인의 무죄 추정의 원칙
- 형사 피해자의 공판 진술권

## 법률과의 관계
본 조 제1항은 민사소송법의 법원(法源)이 된다.

## 판례
- 재심은 확정판결에 대한 특별한 불복방법이고, 확정판결에 대한 법적 안정성의 요청은 미확정판결에 대한 그것보다 훨씬 크다고 할 것이므로 재심을 청구할 권리가 헌법 제27조에서 규정한 재판을 받을 권리에 당연히 포함된다고 할 수 없다[2]

- 치료감호 등에 관한 법률에 따른 ‘피고인이 스스로 치료감호를 청구할 수 있는 권리’는 인정되지만, ‘법원으로부터 직권으로 치료감호를 선고받을 수 있는 권리’는 헌법상 재판청구권의 보호 범위에 포함되지 않는다[3]

- 즉시항고 제기기간을 3일로 제한한 ｢형사소송법｣ 조항은 즉시항고 제도를 단지 형식적이고 이론적인 권리로서만 기능하게 함으로써 헌법상 재판청구권을 공허하게 하므로 입법재량의 한계를 일탈하여 항고인의 재판청구권을 침해한다.[4]

- 법관에 의한 재판을 받을 권리를 보장한다고 함은 결국 법관이 사실을 확정하고 법률을 해석·적용하는 재판을 받을 권리를 보장한다는 뜻이고, 그와 같은 법관에 의한 사실확정과 법률의 해석적용의 기회에 접근하기 어렵도록 제약이나 장벽을 쌓아서는 아니 된다.[5]

- 국민은 법률에 의한 정당한 재판을 받을 권리가 있고 하급심에서 잘못된 재판을 하였을 때에는 상소심으로 하여금 이를 바로 잡게 하는 것이 재판청구권을 실질적으로 보장하는 방법이 된다는 의미에서, 심급제도는 재판청구권을 보장하기 위한 하나의 수단으로 이해할 수 있다.[6]

- 법률에 의한 재판을 받을 권리를 보장하기 위해서는 입법자에 의한 재판청구권의 구체적인 형성이 불가피한데, 이는 단지 법원에 제소할 수 있는 형식적인 권리나 이론적인 가능성만을 허용하는 것이어서는 아니되며, 상당한 정도로 권리구제의 실효성이 보장되도록 하는 것이어야 한다.[7]

## 비교법
미국의 경우, 피고가 유죄 평결시 법적 훈련을 받은 판사에게 재심을 받을 권리가 있다면 경범죄의 경우 판사가 반드시 법조인일 필요는 없다.

## 같이 보기
- 대한민국 헌법 제2장
- 배심원
- 법원조직법
- 행정심판법
- 군사법원법
- 형사소송법
- 무죄 추정의 원칙
- 재판절차진술권(법정진술권)